# Liga Mundial de Voleibol de 2013
A Liga Mundial de Voleibol de 2013 foi a 24ª edição do torneio anual de voleibol masculino promovido pela Federação Internacional de Voleibol (FIVB).
Consistindo de duas fases, a competição foi ampliada para dezoito equipes participantes que iniciaram as disputas na etapa intercontinental entre 31 de maio e 13 de julho. As equipes classificadas disputaram a fase final em Mar del Plata, na Argentina, entre 17 e 21 de julho.
Rússia e Brasil chegaram a final pela terceira vez em quatro anos e, repetindo o resultado de 2011, os russos venceram por 3 sets a 0 e conquistaram o título pela terceira vez.

## Qualificatória
Quatro equipes participaram da primeira rodada das qualificatórias para a Liga Mundial. Cada uma das confederações filiadas à FIVB indicou um representante através de torneios qualificatórios ou nomeação direta, definido por cada entidade. Os dois vencedores (Países Baixos e Irã) enfrentaram as piores seleções classificadas na Liga Mundial de 2012.
| Seleção              | Confederação   | Qualificação                                  |
| Segunda rodada       | Segunda rodada | Segunda rodada                                |
| -------------------- | -------------- | --------------------------------------------- |
| Japão                | AVC            | 15º colocado na Liga Mundial de 2012          |
| Portugal             | CEV            | 16º colocado na Liga Mundial de 2012          |
| Primeira rodada      |                |                                               |
| Egito                | CAVB           | Indicação                                     |
| Irã                  | AVC            | Campeão do Campeonato Asiático de 2011        |
| República Dominicana | NORCECA        | Melhor colocado na Copa Pan-Americana de 2012 |
| Países Baixos        | CEV            | Campeão da Liga Europeia de 2012              |

|  |                                    |
|  | Classificados à Liga Mundial 2013. |

Inicialmente as seleções do Japão e Portugal não conseguiram manter suas vagas na Liga Mundial e foram substituídos por Irã e Países Baixos, respectivamente. Porém com a ampliação da competição para 18 equipes a partir de 2013, a FIVB convidou Japão e Egito para completar a lista de participantes. Em março de 2013 o Egito anunciou sua desistência e foi substituído por Portugal, retomando a competição com todas as equipes participantes do ano anterior.

## Fórmula de disputa
Em 2013 a Liga Mundial teve um formato inédito de disputa. As dezoito equipes participantes foram divididas em três grupos de seis seleções cada na fase intercontinental, disputada entre maio e julho. Nos grupos A e B estão as seleções melhores classificadas no ranking mundial de agosto de 2012, distribuídos através do sistema serpentina, e o grupo C é composto pelas demais seleções participantes, além das seleções convidadas. Ainda na fase intercontinental cada equipe realizou dois jogos por fim de semana contra cada equipe do grupo, sendo que as seleções mais bem ranqueadas jogaram em casa em três finais de semana e dois na casa adversária, totalizando 10 jogos.
As duas melhores equipes dos grupos A e B e a campeã do grupo C disputaram a fase final, além da Argentina como país-sede da fase final. Nesta última fase, as seis equipes foram divididas em dois grupos de três equipes cada. As duas primeiras colocadas de cada grupo avançaram às semifinais, jogando a primeira contra a segunda colocada do outro grupo, com as vencedoras se enfrentando na final.

## Grupos
| Grupo A                                                                                    | Grupo B                                                                    | Grupo C                                                                                               |
| ------------------------------------------------------------------------------------------ | -------------------------------------------------------------------------- | --- |
| Brasil (1) · Polônia (4) · Estados Unidos (5) · Bulgária (8) · Argentina (9) · França (16) | Rússia (2) · Itália (3) · Cuba (6) · Sérvia (7) · Alemanha (10) · Irã (14) | Canadá (18) · Coreia do Sul (22) · Finlândia (31) · Países Baixos (41) · Japão (19)* · Portugal (36)* |

## Fase intercontinental
- Vitória por 3 sets a 0 ou 3 a 1: 3 pontos para o vencedor;
- Vitória por 3 sets a 2: 2 pontos para o vencedor e 1 ponto para o perdedor.

### Grupo A
|     |                |     | Jogos | Jogos | Jogos | Pontos | Pontos | Pontos | Sets | Sets | Sets  |
| Pos | Equipe         | Pts | T     | V     | D     | V      | P      | R      | V    | P    | R     |
| --- | -------------- | --- | ----- | ----- | ----- | ------ | ------ | ------ | ---- | ---- | ----- |
| 1   | Brasil         | 25  | 10    | 9     | 1     | 928    | 835    | 1.111  | 28   | 11   | 2.545 |
| 2   | Bulgária       | 19  | 10    | 7     | 3     | 865    | 855    | 1.012  | 23   | 15   | 1.533 |
| 3   | França         | 15  | 10    | 5     | 5     | 966    | 971    | 0.995  | 21   | 23   | 0.913 |
| 4   | Polônia        | 14  | 10    | 4     | 6     | 966    | 1006   | 0.960  | 21   | 24   | 0.875 |
| 5   | Estados Unidos | 12  | 10    | 4     | 6     | 913    | 877    | 1.041  | 18   | 21   | 0.857 |
| 6   | Argentina      | 5   | 10    | 1     | 9     | 817    | 911    | 0.897  | 11   | 28   | 0.393 |

Primeira semana
| Data  |                | Placar |           | 1º Set | 2º Set | 3º Set | 4º Set | 5º Set | Total   |
| ----- | -------------- | ------ | --------- | ------ | ------ | ------ | ------ | ------ | ------- |
| 7 jun | Polônia        | 1–3    | Brasil    | 22–25  | 20–25  | 25–22  | 15–25  |        | 82–97   |
| 7 jun | França         | 2–3    | Bulgária  | 21–25  | 25–14  | 25–21  | 22–25  | 11–15  | 104–100 |
| 7 jun | Estados Unidos | 1–3    | Argentina | 18–25  | 21–25  | 25–22  | 24–26  |        | 88–98   |
| 8 jun | Estados Unidos | 3–1    | Argentina | 22–25  | 27–25  | 25–19  | 25–16  |        | 99–85   |
| 9 jun | França         | 0–3    | Bulgária  | 24–26  | 29–31  | 20–25  |        |        | 73–82   |
| 9 jun | Polônia        | 2–3    | Brasil    | 26–28  | 22–25  | 25–23  | 25–20  | 10–15  | 108–111 |

Segunda semana
| Data   |                | Placar |        | 1º Set | 2º Set | 3º Set | 4º Set | 5º Set | Total   |
| ------ | -------------- | ------ | ------ | ------ | ------ | ------ | ------ | ------ | ------- |
| 14 jun | Argentina      | 0–3    | Brasil | 20–25  | 21–25  | 15–25  |        |        | 56–75   |
| 14 jun | Estados Unidos | 3–0    | França | 25–15  | 29–27  | 25–16  |        |        | 79–58   |
| 15 jun | Argentina      | 0–3    | Brasil | 21–25  | 25–27  | 13–25  |        |        | 59–77   |
| 15 jun | Estados Unidos | 3–2    | França | 22–25  | 25–22  | 24–26  | 30–28  | 15–9   | 116–110 |

Terceira semana
| Data   |          | Placar |           | 1º Set | 2º Set | 3º Set | 4º Set | 5º Set | Total   |
| ------ | -------- | ------ | --------- | ------ | ------ | ------ | ------ | ------ | ------- |
| 21 jun | França   | 3–2    | Polônia   | 25–23  | 21–25  | 22–25  | 25–21  | 15–11  | 108–105 |
| 22 jun | Bulgária | 3–0    | Argentina | 25–18  | 25–21  | 25–16  |        |        | 75–55   |
| 23 jun | França   | 3–2    | Polônia   | 25–21  | 23–25  | 25–20  | 21–25  | 15–13  | 109–104 |
| 23 jun | Bulgária | 3–1    | Argentina | 17–25  | 25–19  | 25–21  | 31–29  |        | 98–94   |

Quarta semana
| Data   |                | Placar |           | 1º Set | 2º Set | 3º Set | 4º Set | 5º Set | Total   |
| ------ | -------------- | ------ | --------- | ------ | ------ | ------ | ------ | ------ | ------- |
| 28 jun | Brasil         | 3–2    | França    | 25–20  | 25–19  | 22–25  | 21–25  | 15–12  | 108–101 |
| 28 jun | Polônia        | 3–2    | Argentina | 26–24  | 19–25  | 19–25  | 25–17  | 15–8   | 104–99  |
| 28 jun | Estados Unidos | 3–0    | Bulgária  | 25–19  | 25–22  | 25–21  |        |        | 75–62   |
| 29 jun | Brasil         | 1–3    | França    | 27–29  | 25–23  | 22–25  | 19–25  |        | 93–102  |
| 29 jun | Estados Unidos | 1–3    | Bulgária  | 20–25  | 25–18  | 23–25  | 21–25  |        | 89–93   |
| 30 jun | Polônia        | 3–1    | Argentina | 18–25  | 25–21  | 26–24  | 25–17  |        | 94–87   |

Quinta semana
| Data  |           | Placar |                | 1º Set | 2º Set | 3º Set | 4º Set | 5º Set | Total   |
| ----- | --------- | ------ | -------------- | ------ | ------ | ------ | ------ | ------ | ------- |
| 5 jul | Brasil    | 3–1    | Bulgária       | 24–26  | 25–17  | 25–20  | 25–23  |        | 99–86   |
| 5 jul | Polônia   | 3–2    | Estados Unidos | 25–22  | 19–25  | 13–25  | 30–28  | 18–16  | 105–116 |
| 6 jul | Brasil    | 3–1    | Bulgária       | 19–25  | 25–21  | 25–17  | 25–19  |        | 94–82   |
| 6 jul | Argentina | 2–3    | França         | 18–25  | 18–25  | 25–17  | 25–22  | 11–15  | 97–104  |
| 7 jul | Polônia   | 3–1    | Estados Unidos | 25–23  | 17–25  | 25–21  | 25–23  |        | 92–92   |
| 7 jul | Argentina | 1–3    | França         | 23–25  | 20–25  | 25–22  | 19–25  |        | 87–97   |

Sexta semana
| Data   |          | Placar |                | 1º Set | 2º Set | 3º Set | 4º Set | 5º Set | Total   |
| ------ | -------- | ------ | -------------- | ------ | ------ | ------ | ------ | ------ | ------- |
| 12 jul | Bulgária | 3–0    | Polônia        | 25–21  | 25–21  | 25–21  |        |        | 75–63   |
| 13 jul | Brasil   | 3–1    | Estados Unidos | 25–22  | 25–18  | 20–25  | 28–26  |        | 98–91   |
| 13 jul | Bulgária | 3–2    | Polônia        | 20–25  | 23–25  | 25–21  | 25–21  | 19–17  | 112–109 |
| 14 jul | Brasil   | 3–0    | Estados Unidos | 25–21  | 26–24  | 25–23  |        |        | 76–68   |

### Grupo B
|     |          |     | Jogos | Jogos | Jogos | Pontos | Pontos | Pontos | Sets | Sets | Sets  |
| Pos | Equipe   | Pts | T     | V     | D     | V      | P      | R      | V    | P    | R     |
| --- | -------- | --- | ----- | ----- | ----- | ------ | ------ | ------ | ---- | ---- | ----- |
| 1   | Itália   | 19  | 10    | 7     | 3     | 953    | 896    | 1.064  | 25   | 16   | 1.563 |
| 2   | Rússia   | 19  | 10    | 7     | 3     | 939    | 889    | 1.056  | 25   | 16   | 1.563 |
| 3   | Alemanha | 17  | 10    | 5     | 5     | 865    | 878    | 0.985  | 21   | 19   | 1.105 |
| 4   | Sérvia   | 16  | 10    | 5     | 5     | 958    | 992    | 0.966  | 22   | 22   | 1,000 |
| 5   | Irã      | 15  | 10    | 5     | 5     | 929    | 898    | 1.035  | 20   | 21   | 0.952 |
| 6   | Cuba     | 4   | 10    | 1     | 9     | 794    | 885    | 0.897  | 9    | 28   | 0.321 |

Primeira semana
| Data  |        | Placar |          | 1º Set | 2º Set | 3º Set | 4º Set | 5º Set | Total  |
| ----- | ------ | ------ | -------- | ------ | ------ | ------ | ------ | ------ | ------ |
| 7 jun | Rússia | 3–0    | Irã      | 25–21  | 25–22  | 25–17  |        |        | 75–60  |
| 7 jun | Itália | 3–0    | Alemanha | 25–15  | 25–23  | 25–21  |        |        | 75–59  |
| 7 jun | Cuba   | 1–3    | Sérvia   | 17–25  | 21–25  | 25–21  | 20–25  |        | 83–96  |
| 8 jun | Rússia | 3–1    | Irã      | 25–23  | 25–22  | 17–25  | 25–18  |        | 92–88  |
| 8 jun | Cuba   | 1–3    | Sérvia   | 24–26  | 22–25  | 25–18  | 21–25  |        | 92–94  |
| 9 jun | Itália | 3–2    | Alemanha | 22–25  | 19–25  | 25–17  | 26–24  | 15–6   | 107–97 |

Segunda semana
| Data   |        | Placar |        | 1º Set | 2º Set | 3º Set | 4º Set | 5º Set | Total   |
| ------ | ------ | ------ | ------ | ------ | ------ | ------ | ------ | ------ | ------- |
| 14 jun | Rússia | 3–0    | Sérvia | 29–27  | 25–14  | 25–20  |        |        | 79–61   |
| 14 jun | Itália | 3–0    | Cuba   | 25–20  | 25–17  | 25–23  |        |        | 75–60   |
| 15 jun | Rússia | 3–2    | Sérvia | 25–23  | 24–26  | 22–25  | 25–18  | 15–8   | 111–100 |
| 16 jun | Itália | 3–0    | Cuba   | 25–23  | 25–18  | 25–19  |        |        | 75–60   |

Terceira semana
| Data   |          | Placar |        | 1º Set | 2º Set | 3º Set | 4º Set | 5º Set | Total   |
| ------ | -------- | ------ | ------ | ------ | ------ | ------ | ------ | ------ | ------- |
| 21 jun | Rússia   | 1–3    | Itália | 24–26  | 30–28  | 20–25  | 17–25  |        | 91–104  |
| 21 jun | Irã      | 2–3    | Sérvia | 24–26  | 23–25  | 25–17  | 25–14  | 16–18  | 113–100 |
| 22 jun | Rússia   | 3–2    | Itália | 25–23  | 25–23  | 26–28  | 23–25  | 15–12  | 114–111 |
| 22 jun | Alemanha | 3–0    | Cuba   | 25–18  | 25–19  | 25–16  |        |        | 75–53   |
| 23 jun | Irã      | 3–2    | Sérvia | 25–20  | 24–26  | 23–25  | 25–22  | 15–12  | 112–105 |
| 23 jun | Alemanha | 3–1    | Cuba   | 25–23  | 25–22  | 24–26  | 25–23  |        | 99–94   |

Quarta semana
| Data   |        | Placar |          | 1º Set | 2º Set | 3º Set | 4º Set | 5º Set | Total   |
| ------ | ------ | ------ | -------- | ------ | ------ | ------ | ------ | ------ | ------- |
| 28 jun | Itália | 1–3    | Irã      | 23–25  | 22–25  | 25–22  | 30–32  |        | 100–104 |
| 28 jun | Cuba   | 0–3    | Rússia   | 20–25  | 23–25  | 23–25  |        |        | 66–75   |
| 29 jun | Sérvia | 1–3    | Alemanha | 20–25  | 21–25  | 25–21  | 21–25  |        | 87–96   |
| 29 jun | Cuba   | 3–1    | Rússia   | 25–23  | 20–25  | 25–20  | 25–22  |        | 95–90   |
| 30 jun | Itália | 3–2    | Irã      | 25–22  | 25–20  | 20–25  | 18–25  | 15–13  | 103–105 |
| 30 jun | Sérvia | 3–2    | Alemanha | 23–25  | 25–19  | 25–22  | 21–25  | 15–12  | 109–103 |

Quinta semana
| Data  |          | Placar |        | 1º Set | 2º Set | 3º Set | 4º Set | 5º Set | Total   |
| ----- | -------- | ------ | ------ | ------ | ------ | ------ | ------ | ------ | ------- |
| 5 jul | Alemanha | 2–3    | Rússia | 25–21  | 25–18  | 22–25  | 16–25  | 7–15   | 95–104  |
| 5 jul | Cuba     | 2–3    | Irã    | 26–24  | 25–19  | 19–25  | 22–25  | 14–16  | 106–109 |
| 6 jul | Sérvia   | 2–3    | Itália | 25–20  | 22–25  | 25–21  | 22–25  | 17–19  | 111–110 |
| 6 jul | Alemanha | 3–2    | Rússia | 25–21  | 25–21  | 18–25  | 23–25  | 18–16  | 109–108 |
| 6 jul | Cuba     | 1–3    | Irã    | 25–22  | 20–25  | 18–25  | 22–25  |        | 85–97   |
| 7 jul | Sérvia   | 3–1    | Itália | 28–26  | 17–25  | 25–23  | 25–19  |        | 95–93   |

Sexta semana
| Data   |     | Placar |          | 1º Set | 2º Set | 3º Set | 4º Set | 5º Set | Total |
| ------ | --- | ------ | -------- | ------ | ------ | ------ | ------ | ------ | ----- |
| 12 jul | Irã | 3–0    | Alemanha | 25–19  | 25–18  | 25–20  |        |        | 75–57 |
| 13 jul | Irã | 0–3    | Alemanha | 21–25  | 23–25  | 22–25  |        |        | 66–75 |

### Grupo C
|     |               |     | Jogos | Jogos | Jogos | Pontos | Pontos | Pontos | Sets | Sets | Sets  |
| Pos | Equipe        | Pts | T     | V     | D     | V      | P      | R      | V    | P    | R     |
| --- | ------------- | --- | ----- | ----- | ----- | ------ | ------ | ------ | ---- | ---- | ----- |
| 1   | Canadá        | 23  | 10    | 8     | 2     | 881    | 771    | 1.143  | 26   | 11   | 2.364 |
| 2   | Países Baixos | 22  | 10    | 7     | 3     | 935    | 881    | 1.061  | 25   | 14   | 1.786 |
| 3   | Coreia do Sul | 13  | 10    | 4     | 6     | 840    | 893    | 0.941  | 16   | 22   | 0.727 |
| 4   | Finlândia     | 12  | 10    | 4     | 6     | 864    | 896    | 0.964  | 18   | 21   | 0.857 |
| 5   | Portugal      | 11  | 10    | 4     | 6     | 908    | 949    | 0.957  | 16   | 24   | 0.667 |
| 6   | Japão         | 9   | 10    | 3     | 7     | 895    | 933    | 0.959  | 16   | 25   | 0.640 |

Primeira semana
| Data   |               | Placar |               | 1º Set | 2º Set | 3º Set | 4º Set | 5º Set | Total   |
| ------ | ------------- | ------ | ------------- | ------ | ------ | ------ | ------ | ------ | ------- |
| 31 mai | Finlândia     | 3–0    | Portugal      | 25–13  | 29–27  | 25–18  |        |        | 79–58   |
| 31 mai | Canadá        | 3–1    | Países Baixos | 25–22  | 22–25  | 27–25  | 27–25  |        | 101–97  |
| 1 jun  | Coreia do Sul | 3–1    | Japão         | 25–22  | 25–20  | 21–25  | 25–19  |        | 96–86   |
| 1 jun  | Finlândia     | 2–3    | Portugal      | 25–23  | 23–25  | 23–25  | 25–23  | 12–15  | 108–111 |
| 1 jun  | Canadá        | 1–3    | Países Baixos | 22–25  | 17–25  | 25–20  | 23–25  |        | 87–95   |
| 2 jun  | Coreia do Sul | 3–1    | Japão         | 25–21  | 25–23  | 11–25  | 25–22  |        | 86–91   |

Segunda semana
| Data  |               | Placar |           | 1º Set | 2º Set | 3º Set | 4º Set | 5º Set | Total   |
| ----- | ------------- | ------ | --------- | ------ | ------ | ------ | ------ | ------ | ------- |
| 7 jun | Canadá        | 3–0    | Portugal  | 25–19  | 25–19  | 25–18  |        |        | 75–56   |
| 8 jun | Coreia do Sul | 0–3    | Finlândia | 23–25  | 23–25  | 20–25  |        |        | 66–75   |
| 8 jun | Países Baixos | 3–1    | Japão     | 18–25  | 25–20  | 25–22  | 25–17  |        | 93–84   |
| 8 jun | Canadá        | 1–3    | Portugal  | 19–25  | 25–20  | 18–25  | 23–25  |        | 85–95   |
| 9 jun | Coreia do Sul | 2–3    | Finlândia | 25–23  | 18–25  | 24–26  | 25–15  | 14–16  | 106–105 |
| 9 jun | Países Baixos | 3–0    | Japão     | 25–20  | 25–21  | 25–18  |        |        | 75–59   |

Terceira semana
| Data   |        | Placar |               | 1º Set | 2º Set | 3º Set | 4º Set | 5º Set | Total |
| ------ | ------ | ------ | ------------- | ------ | ------ | ------ | ------ | ------ | ----- |
| 14 jun | Canadá | 3–0    | Coreia do Sul | 25–19  | 25–10  | 25–18  |        |        | 75–47 |
| 15 jun | Japão  | 3–1    | Finlândia     | 25–17  | 25–18  | 24–26  | 25–18  |        | 99–79 |
| 15 jun | Canadá | 3–0    | Coreia do Sul | 25–23  | 25–20  | 25–20  |        |        | 75–63 |
| 16 jun | Japão  | 3–1    | Finlândia     | 23–25  | 25–21  | 25–19  | 25–22  |        | 98–87 |

Quarta semana
| Data   |               | Placar |          | 1º Set | 2º Set | 3º Set | 4º Set | 5º Set | Total   |
| ------ | ------------- | ------ | -------- | ------ | ------ | ------ | ------ | ------ | ------- |
| 22 jun | Países Baixos | 2–3    | Portugal | 21–25  | 25–19  | 25–23  | 26–28  | 13–15  | 110–110 |
| 23 jun | Países Baixos | 3–0    | Portugal | 36–34  | 25–23  | 25–22  |        |        | 86–79   |

Quinta semana
| Data   |               | Placar |               | 1º Set | 2º Set | 3º Set | 4º Set | 5º Set | Total   |
| ------ | ------------- | ------ | ------------- | ------ | ------ | ------ | ------ | ------ | ------- |
| 28 jun | Finlândia     | 1–3    | Canadá        | 13–25  | 25–22  | 21–25  | 20–25  |        | 79–97   |
| 29 jun | Coreia do Sul | 1–3    | Países Baixos | 23–25  | 25–22  | 20–25  | 16–25  |        | 84–97   |
| 29 jun | Finlândia     | 0–3    | Canadá        | 23–25  | 22–25  | 17–25  |        |        | 62–75   |
| 29 jun | Portugal      | 3–1    | Japão         | 25–22  | 20–25  | 26–24  | 25–15  |        | 96–86   |
| 30 jun | Coreia do Sul | 1–3    | Países Baixos | 20–25  | 22–25  | 25–21  | 20–25  |        | 87–96   |
| 30 jun | Portugal      | 2–3    | Japão         | 25–22  | 23–25  | 30–28  | 22–25  | 10–15  | 110–115 |

Sexta semana
| Data  |           | Placar |               | 1º Set | 2º Set | 3º Set | 4º Set | 5º Set | Total   |
| ----- | --------- | ------ | ------------- | ------ | ------ | ------ | ------ | ------ | ------- |
| 5 jul | Finlândia | 1–3    | Países Baixos | 25–23  | 23–25  | 23–25  | 23–25  |        | 94–98   |
| 6 jul | Japão     | 1–3    | Canadá        | 11–25  | 21–25  | 25–23  | 20–25  |        | 77–98   |
| 6 jul | Finlândia | 3–1    | Países Baixos | 25–19  | 26–24  | 20–25  | 25–20  |        | 96–88   |
| 6 jul | Portugal  | 1–3    | Coreia do Sul | 18–25  | 25–22  | 23–25  | 21–25  |        | 87–97   |
| 7 jul | Japão     | 2–3    | Canadá        | 23–25  | 25–23  | 27–25  | 18–25  | 7–15   | 100–113 |
| 7 jul | Portugal  | 1–3    | Coreia do Sul | 32–34  | 23–25  | 25–21  | 26–28  |        | 106–108 |

## Fase final
A fase final da Liga Mundial de 2013 foi realizada em Mar del Plata, na Argentina, entre os dias 17 e 21 de julho. Os dois primeiros colocados dos grupos A e B, o vencedor do grupo C e o país-sede da fase final (Argentina) formaram as seis equipes que disputaram essa fase.

### Seleções classificadas
| País      | Classificação           |
| --------- | ----------------------- |
| Argentina | País-sede da fase final |
| Brasil    | Campeão do Grupo A      |
| Itália    | Campeão do Grupo B      |
| Canadá    | Campeão do Grupo C      |
| Bulgária  | Vice-campeão do Grupo A |
| Rússia    | Vice-campeão do Grupo B |

### Grupo D
|     |           |     | Jogos | Jogos | Jogos | Pontos | Pontos | Pontos | Sets | Sets | Sets  |
| Pos | Equipe    | Pts | T     | V     | D     | V      | P      | R      | V    | P    | R     |
| --- | --------- | --- | ----- | ----- | ----- | ------ | ------ | ------ | ---- | ---- | ----- |
| 1   | Itália    | 6   | 2     | 2     | 0     | 192    | 173    | 1.110  | 6    | 2    | 3,000 |
| 2   | Bulgária  | 3   | 2     | 1     | 1     | 187    | 191    | 0.979  | 4    | 4    | 1,000 |
| 3   | Argentina | 0   | 2     | 0     | 2     | 181    | 196    | 0.923  | 2    | 6    | 0.333 |

| Data   |           | Placar |           | 1º Set | 2º Set | 3º Set | 4º Set | 5º Set | Total |
| ------ | --------- | ------ | --------- | ------ | ------ | ------ | ------ | ------ | ----- |
| 17 jul | Argentina | 1–3    | Bulgária  | 26–28  | 23–25  | 25–20  | 23–25  |        | 97–98 |
| 18 jul | Bulgária  | 1–3    | Itália    | 18–25  | 25–18  | 22–25  | 24–26  |        | 89–94 |
| 19 jul | Itália    | 3–1    | Argentina | 25–20  | 23–25  | 25–17  | 25–22  |        | 98–84 |

### Grupo E
|     |        |     | Jogos | Jogos | Jogos | Pontos | Pontos | Pontos | Sets | Sets | Sets  |
| Pos | Equipe | Pts | T     | V     | D     | V      | P      | R      | V    | P    | R     |
| --- | ------ | --- | ----- | ----- | ----- | ------ | ------ | ------ | ---- | ---- | ----- |
| 1   | Brasil | 4   | 2     | 1     | 1     | 177    | 176    | 1.006  | 5    | 3    | 1.667 |
| 2   | Rússia | 3   | 2     | 1     | 1     | 215    | 203    | 1.059  | 5    | 5    | 1,000 |
| 3   | Canadá | 2   | 2     | 1     | 1     | 172    | 185    | 0.930  | 3    | 5    | 0.600 |

| Data   |        | Placar |        | 1º Set | 2º Set | 3º Set | 4º Set | 5º Set | Total   |
| ------ | ------ | ------ | ------ | ------ | ------ | ------ | ------ | ------ | ------- |
| 17 jul | Brasil | 2–3    | Rússia | 17–25  | 25–23  | 25–22  | 19–25  | 11–15  | 97–110  |
| 18 jul | Rússia | 2–3    | Canadá | 25–20  | 25–21  | 23–25  | 21–25  | 11–15  | 105–106 |
| 19 jul | Canadá | 0–3    | Brasil | 18–25  | 28–30  | 20–25  |        |        | 66–80   |

### Final four
|  | Semifinais  | Semifinais  |   |             | Final          | Final |  |
|  |             |             |   |             |                |       |  |
|  | 20 de julho |             |   |             |                |       |  |
|  | Itália      | 1           |   |             |                |       |  |
|  | Rússia      | 3           |   |             |                |       |  |
|  |             |             |   |             |                |       |  |
|  |             |             |   |             | 21 de julho    |       |  |
|  |             |             |   |             | Rússia         | 3     |  |
|  |             | Brasil      | 0 |             |                |       |  |
|  |             |             |   |             |                |       |  |
|  |             |             |   |             |                |       |  |
|  |             |             |   |             | Terceiro lugar |       |  |
|  | 20 de julho | 20 de julho |   | 21 de julho | 21 de julho    |       |  |
|  | Brasil      | 3           |   | Itália      | 3              |       |  |
|  | Bulgária    | 1           |   |             | Bulgária       | 2     |  |

Semifinais
| Data   |        | Placar |          | 1º Set | 2º Set | 3º Set | 4º Set | 5º Set | Total |
| ------ | ------ | ------ | -------- | ------ | ------ | ------ | ------ | ------ | ----- |
| 20 jul | Itália | 1–3    | Rússia   | 12–25  | 23–25  | 26–24  | 20–25  |        | 81–99 |
| 20 jul | Brasil | 3–1    | Bulgária | 25–12  | 25–17  | 23–25  | 25–16  |        | 98–70 |

Terceiro lugar
| Data   |        | Placar |          | 1º Set | 2º Set | 3º Set | 4º Set | 5º Set | Total  |
| ------ | ------ | ------ | -------- | ------ | ------ | ------ | ------ | ------ | ------ |
| 21 jul | Itália | 3–2    | Bulgária | 21–25  | 25–21  | 25–20  | 21–25  | 15–7   | 107–98 |

Final
| Data   |        | Placar |        | 1º Set | 2º Set | 3º Set | 4º Set | 5º Set | Total |
| ------ | ------ | ------ | ------ | ------ | ------ | ------ | ------ | ------ | ----- |
| 21 jul | Rússia | 3–0    | Brasil | 25–23  | 25–19  | 25–18  |        |        | 75–60 |

## Classificação final
| Campeão | Vice-campeão | Terceiro lugar |
| RússiaSergey Makarov · Nikolay Apalikov · Sergey Grankin · Evgeny Sivozhelez · Nikolay Pavlov · Alexey Spiridonov · Andrey Ashchev · Dmitriy Muserskiy · Alexey Verbov · Maxim Mikhaylov · Artem Ermakov · Ilia ZhilinSergey Antipkin · Taras Khtey · Alexey Rodichev · Yuri Berejko · Alexander Butko · Artem Volvich · Dmitriy Ilinykh · Alexander Volkov · Maxim Zhigalov · Valentin Golubev | BrasilBruno Rezende · Isac Santos · Éder Carbonera · Wallace de Souza · William Arjona · Ricardo Lucarelli · Thiago Alves · Leandro Vissotto Neves · Luiz Felipe Fonteles · Lucas Saatkamp · Dante Amaral · Mário Júnior · Maurício Borges · Alan DomingosMaurício Souza · Sidnei dos Santos Júnior · Théo Lopes · Renan Buiatti · João Paulo Bravo · Murilo Radke · Raphael Vieira de Oliveira · Ary Nóbrega Neto | ItáliaThomas Beretta · Simone Parodi · Luca Vettori · Ivan Zaytsev · Filippo Lanza · Cristian Savani · Daniele Mazzone · Dragan Travica · Matteo Piano · Emanuele Birarelli · Andrea Giovi · Marco Falaschi · Salvatore Rossini · Michele FedrizziJiří Kovář · Giorgio de Togni · Ludovico Dolfo · Enrico Cester · Gabriele Maruotti · Michele Baranowicz · Giulio Sabbi · Davide Saitta |

| 4  | Bulgária       |
| 5  | Canadá         |
| 6  | Argentina      |
| 7  | Alemanha       |
| 8  | Sérvia         |
| 9  | Irã            |
| 10 | França         |
| 11 | Polônia        |
| 12 | Estados Unidos |
| 13 | Cuba           |
| 14 | Países Baixos  |
| 15 | Coreia do Sul  |
| 16 | Finlândia      |
| 17 | Portugal       |
| 18 | Japão          |

## Prêmios individuais
Na Liga Mundial de 2013 a premiação se deu de maneira diferenciada, através da escolha de uma seleção do campeonato:
- MVP (Most Valuable Player):  Nikolay Pavlov